# Булгаков, Василий Иванович
Василий Иванович Булгаков (1 января 1910, с. Крестище, Курская губерния, Российская империя — 4 марта 1994, Симферополь) — советский военачальник, генерал-лейтенант (13.04.1964).

## Биография
Родился 1 января 1910 года в селе Крестище, ныне в Советском районе Курской области. Русский.

### Военная служба

#### Межвоенные годы
23 сентября 1927 года поступил курсантом в Иваново-Вознесенскую пехотную школу им. М. В. Фрунзе. После ее окончания с мая 1930 года служил в Московской Пролетарской стрелковой дивизии в должностях командира взвода и роты 3-го стрелкового полка,  в 1931 году вступил в ВКП(б), в декабре 1934 года  назначен командиром учебной роты и начальником продовольственного снабжения 1-го стрелкового полка. С января 1937 года — командир роты и врид командира батальона 3-го стрелкового полка той же дивизии.
В июне 1937 года переведен в 147-й стрелковый полк 49-й стрелковой дивизии МВО, где исполнял должности командира роты, начальника штаба и врид командира батальона. С октября был начальником полковой школы в 145-м стрелковом полку в городе Старая Русса. В сентябре 1939 года принял командование батальоном 15-го стрелкового полка. В этой должности принимал участие в Советско-финляндской войне в составе 13-й армии на Карельском перешейке. После окончания боевых действий в мае назначается начальником полковой школы 15-го стрелкового полка 49-й стрелковой дивизии ЗапОВО.

#### Великая Отечественная война
С началом  войны капитан Булгаков в августе 1941 года был назначен начальником штаба 161-го армейского запасного стрелкового полка, входившего в состав ЗапОВО, затем Центрального и Брянского фронтов. Участвовал с ним в Смоленском сражении и Орловско-Брянской оборонительной операции. После выхода из окружения войск Брянского фронта в ноябре 1941 года 161-й армейский запасной стрелковый полк вошел в 143-ю стрелковую дивизию 13-й армии, а капитан  Булгаков допущен к командованию 161-м стрелковым полком, преобразованным затем в 487-й. В декабре в составе той же дивизии полк участвовал в Елецкой наступательной операции, в освобождении городов Елец и Ливны. С конца января 1942 года дивизия находилась в резерве 13-й армии, затем с февраля оборонялась на рубеже Шолохове, Вышне-Долгое. Летом в ходе Воронежско-Ворошиловградской оборонительной операции, после прорыва противником нашей обороны на воронежском направлении, полк находился в непосредственном подчинении командующего 13-й армией и занимал оборону на реке Кшень. 
В сентябре 1942 года майор  Булгаков был назначен заместителем командира 8-й стрелковой дивизии. Воевал с ней в 13-й и 48-й армиях на Брянском, а с марта 1943 года — Центральном фронтах. В ходе Воронежско-Касторненской наступательной операции в январе — феврале 1943 года подполковник Булгаков, командуя подвижным отрядом дивизии, первым ворвался в Касторное и способствовал основным силам его захвату. В июне 1943 года он вступил во временное командование 8-й стрелковой дивизией, вошедшей в состав 15-го стрелкового корпуса. Накануне Курской битвы, сдав командование вновь назначенному командиру, вступил в исполнение прямых обязанностей заместителя командира дивизии. Участвовал с ней в тяжелых оборонительных боях на Курской дуге. 
12 июля 1943 года полковник  Булгаков назначен врид командира 15-й Сивашской стрелковой дивизии. После перегруппировки она вошла в состав 29-го стрелкового корпуса 70-й армии и участвовала в Орловской наступательной операции. 7 августа  Булгаков был отстранен от командования и зачислен в распоряжение Военного совета фронта, а в октябре назначен командиром 260-й стрелковой дивизии, входившей в состав 53-го стрелкового корпуса 11-й армии Белорусского фронта. Участвовал с ней в Гомельско-Речицкой наступательной операции, в форсировании реки Сож и овладении городом Гомель. С переходом к обороне на подступах к городу Жлобин и расформированием 11-й армии дивизия вместе с корпусом перешла в 63-ю армию, а в январе 1944 года выведена в резерв Ставки ВГК и включена в 70-ю армию. В феврале она в составе 125-го стрелкового корпуса была переброшена в район города Сарны, где вошла в 47-ю армию. В ее составе участвовала в наступательных боях на ковельском направлении, в Белорусской наступательной операции, форсировании реки Западный  Буг и овладении крепостью Прага (предместье Варшавы). За образцовое выполнение заданий командования в боях на ковельском направлении она получила почетное наименование «Ковельская» и была награждена орденом Красного Знамени. В декабре 1944 года полковник  Булгаков был отозван на учебу на курсы при Высшей военной академии им. К. Е. Ворошилова, а через четыре месяца переведен на основной курс.
За время боевых действий комдив Булгаков был один раз персонально упомянут в благодарственных в приказах Верховного Главнокомандующего.

Могила Булгакова на кладбище «Абдал» в Симферополе.

#### Послевоенное время
После войны в январе 1946 года окончил ускоренный курс академии и в марте был назначен заместителем командира 17-й гвардейской стрелковой дивизии 5-го гвардейского стрелкового корпуса 39-й армии Приморского ВО. В декабре переведен начальником отдела боевой подготовки 5-й армии. С декабря 1948 года по декабрь 1950 года вновь был на учебе в Высшей военной академии им. К. Е. Ворошилова (закончил с отличием) затем назначается командиром 344-й стрелковой дивизии ТурВО (4 марта 1955 г. переименована в 58-ю стрелковую). С ноября 1956 года командовал 63-м стрелковым корпусом в УрВО (позже переименован в 63-й армейский). С августа 1960 года исполнял должность заместителя командующего по боевой подготовке — начальника отдела боевой подготовки и вузов СибВО. В декабре 1961 года назначен командиром 45-го армейского корпуса ОдВО (с мая 1967 г. в составе ДВО). 30 сентября 1968 года гвардии генерал-лейтенант Булгаков уволен в запас.
Проживал в городе Симферополь, с 1973 года до 1980 год работал инструктором симферопольского горкома ДОСААФ, принимал активное участие общественно-политической деятельности Крыма, избирался членом Симферопольского  горкома КПСС, депутатом местного совета народных депутатов, председателем городского совета ветеранов партии.
Скончался 4 марта 1994 года. Похоронен на городском кладбище Симферополя Абдал.

## Награды
- орден Ленина (20.04.1953)[6]
- четыре ордена Красного Знамени (20.08.1942[7], 22.02.1943[8], 06.11.1947[6], 22.02.1968[9])
- два ордена Отечественной войны I степени (02.09.1944[10], 06.04.1985[11][12])
- орден Красной Звезды (03.11.1944)[13][6]
  - медали в том числе:
  - «За победу над Германией в Великой Отечественной войне 1941—1945 гг.» (23.06.1945)[14]
  - «Ветеран Вооружённых Сил СССР» (1976)
- знак «50 лет пребывания в КПСС» (1982)[5]

Приказы (благодарности) Верховного Главнокомандующего в которых отмечен В. И. Булгаков.
- За овладение овладели важным опорным пунктом обороны немцев и крупным железнодорожным узлом – городом Ковель. 6 июля 1944 года. № 131.

Почётный гражданин
- города Ковель (Украина)[5]